# Déclaration statutaire
Une déclaration solennelle, déclaration statutaire, attestation en lieu de serment (en anglais : statutory declaration) est un document juridique défini en vertu du droit de certains pays du Commonwealth et des États-Unis. Elle est semblable à une déclaration faite sous serment, mais qui n'est pas sous serment.
Les déclarations solennelles sont couramment utilisées pour permettre à une personne de déclarer que quelque chose est vrai dans le but de satisfaire à une exigence légale ou à une réglementation lorsqu'aucune autre preuve n'est disponible. Ils s'apparentent donc aux affidavits, qui, cependant, sont faits sous serment.
Selon la juridiction, les déclarations statutaires peuvent être utilisées à des fin de :
- Déclarations d'identité, de nationalité, d'état matrimonial, etc. lorsque les preuves documentaires ne sont pas disponibles ;
- Déclaration de l'intention de changer de nom ;
- Affirmation de la provenance et la nature des marchandises destinées à l'exportation ou à l'importation ;
- Déclarations d'originalité pour les demandes de brevet.

## Australie
La loi australienne définit une déclaration solennelle comme une déclaration écrite déclarée vraie en présence d'un témoin autorisé. La loi de 1959 sur les déclarations statutaires régit l'utilisation des déclarations statutaires dans les affaires impliquant le droit du Commonwealth australien, du Territoire de la capitale australienne et d'autres territoires, à l'exclusion du Territoire du Nord.
Toute personne relevant de la compétence de cette loi peut faire une déclaration solennelle concernant toute question. La déclaration peut être utilisée en rapport avec des questions de droit, y compris des procédures judiciaires, mais le poids accordé à la déclaration appartient au juge.
Les déclarations solennelles doivent être faites sous une forme prescrite et être attestées par une personne conformément au Règlement sur les déclarations solennelles (Statutory Declarations Regulations (1993)). Les témoins prescrits comprennent les juristes et les médecins, les  juges de paix, les notaires publics, les policiers, les officiers militaires, les membres enregistrés de certaines organisations professionnelles (c.-à-d. National Tax Accountant's Association, Institution of Engineers Australia) et certains autres employés du Commonwealth.
Faire intentionnellement une fausse déclaration sous forme de déclaration solennelle est un crime équivalent au parjure et passible d'amendes et/ou d'une peine de prison pouvant aller jusqu'à quatre ans.
Les États et territoires d'Australie ont chacun leurs propres lois concernant les déclarations statutaires.

## Canada
Dans les juridictions canadiennes, les déclarations statutaires sont des déclarations de faits écrites et attestées par le déclarant devant des personnes autorisées à prêter serment, sauf qu'elles sont normalement utilisées en dehors des tribunaux. Ils ont le même effet en droit qu'une déclaration sous serment ou un affidavit. Dans les procédures fédérales, le formulaire est régi par la Loi sur la preuve au Canada. Des dispositions similaires sont prises par les diverses provinces pour être utilisées dans les procédures relevant de leurs juridictions respectives.
Une personne qui fait une fausse déclaration peut être accusée de parjure en vertu du Code criminel.

## États-Unis
Bien que la terminologie déclaration solennelle ne soit pas utilisée fréquemment aux États-Unis, les déclarations non assermentées peuvent invoquer une loi qui fait d'une telle déclaration l'équivalent fonctionnel d'un affidavit sous serment.

## Royaume-Uni
Les déclarations solennelles peuvent être utilisées comme moyen de changer légalement son nom. Elles peuvent être utilisés par les institutions financières britanniques pour permettre à un actif d'une valeur relativement faible (généralement inférieure à 15000 £) d'être transféré aux exécuteurs testamentaires ou à d'autres personnes légalement habilitées à traiter ou à bénéficier de la succession d'une personne qui est morte.

### Angleterre et Pays de Galles
En vertu de la Loi sur les déclarations statutaires de 1835 (Statutory Declarations Act 1835), une déclaration peut être faite devant quiconque est autorisé par la loi à l'entendre (par exemple, un avocat ou un cadre juridique), ou devant tout juge de paix . En outre, les officiers des forces armées ayant le grade équivalent de major et supérieur, ainsi que les agents diplomatiques et consulaires britanniques en poste à l'étranger, peuvent authentifier une déclaration solennelle.
La personne qui entend la déclaration n'a pas besoin de s'enquérir de la véracité de celle-ci. La fonction de cette personne se limite à entendre la déclaration et à certifier qu'elle l'a fait en la signant. Si la déclaration s'avère fausse, le défendeur qui la fait peut être puni pour parjure.

La forme de la déclaration solennelle est prescrite à l'annexe  de la Loi:
"I (full name), do solemnly and sincerely declare that the contents of this declaration are true. And I make this declaration conscientiously believing the same to be true and by virtue of the provisions of the Statutory Declarations Act 1835."
Un formulaire standard est utilisé pour une déclaration solennelle; un exemplaire sera remis au demandeur et l'autre sera conservé au dossier.